# 毛迪秋
毛迪秋（1925年—）男，汉族，湖南湘潭人。中华人民共和国政治人物。

## 生平
毛迪秋是中共韶山党支部第一任党支部书记毛福轩烈士之子。中华人民共和国社会主义建设时期，毛迪秋曾任韶山大队党支部书记，曾在北京受到毛泽东、周恩来等党和国家领导人的接见。后来，他历任湘潭县人大常委会副主任，全国人大常委会委员。
1983年3月5日，毛迪秋的全国人大常委会委员職務因全国人大代表资格的撤销而相应撤销。